# Stazione di Thusis
La stazione di Thusis, gestita dalla Ferrovia Retica è posta sulle linee dell'Albula e Landquart-Coira-Thusis.
È posta nel centro abitato di Thusis, nel cantone svizzero dei Grigioni.

## Storia
La stazione entrò in funzione nel 1896 insieme alla linea Landquart-Thusis.
Nel 1903, con il completamento di una parte della linea dell'Albula, divenne stazione passante.
Era in progetto il prolungamento della ferrovia verso Mesocco era peraltro ormai destinato a rimanere sulla carta, a causa dell'orientamento del Consiglio Federale contrario sin dai primi del Novecento ad una linea alternativa a quella del Gottardo, anche se nel decreto federale del 2 febbraio 1923 l'Assemblea Federale aveva dato il consenso della concessione per la costruzione e l'esercizio ferroviario secondo il Consiglio federale del 19 giugno 1922.